# Mrtvý luh

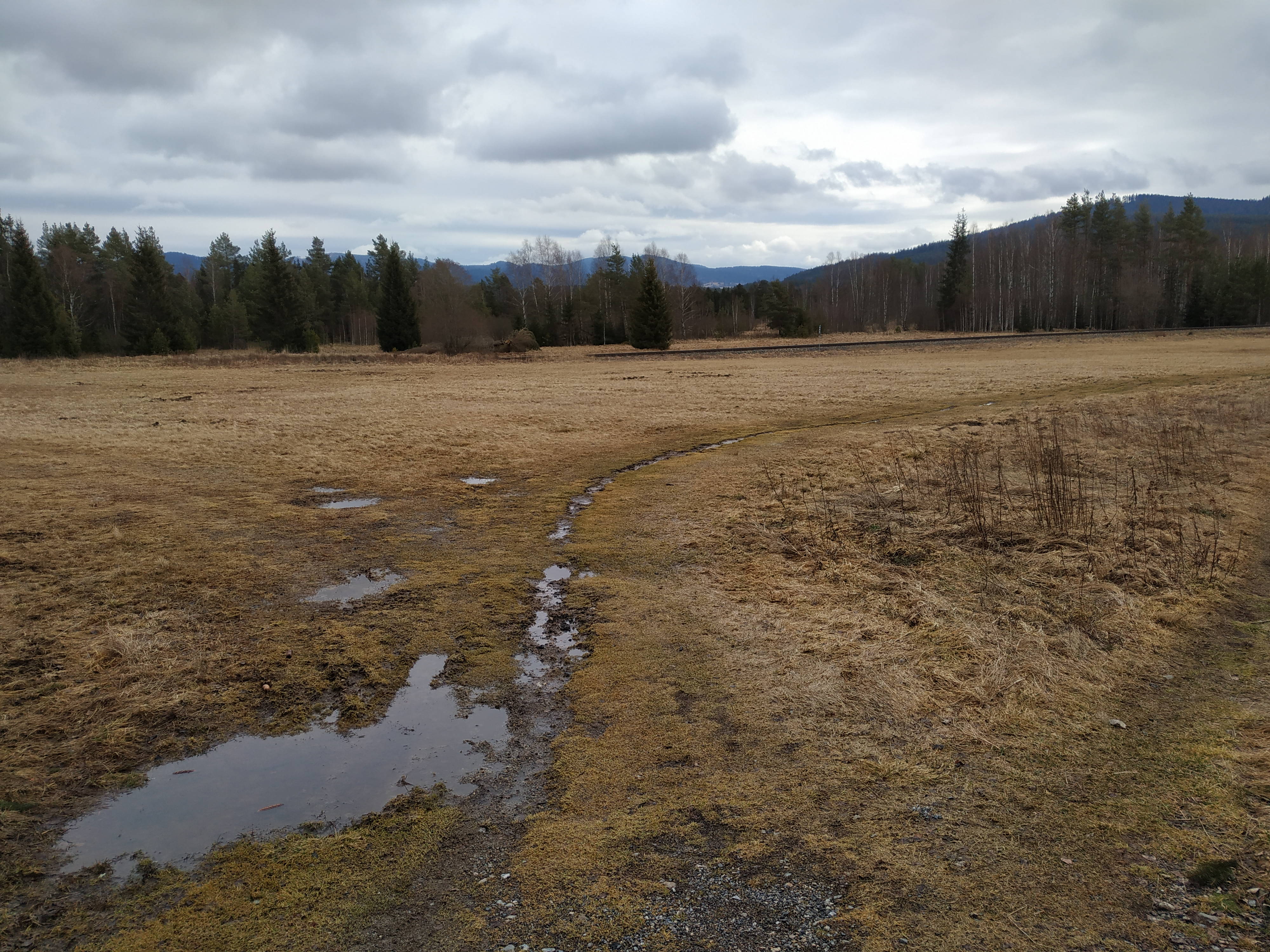

Mrtvý luh (deutsch Tote Au, auch Filzau) ist ein Moor am Zusammenfluss von Warmer und Kalter Moldau nahe der Ortschaft Chlum bei Volary im Böhmerwald.

## Geographie
Das Auentorfmoor liegt auf einer Höhe von 740 m, seine Fläche beträgt 394 ha. Es hat eine durchschnittliche Tiefe von 3,9 m, stellenweise bis zu 7,5 m. Mit einem geschätzten Volumen von 15,3 Millionen m³ ist es das größte Moor des Böhmerwalds. Bedingt durch die Mittelgebirgslage beträgt die Durchschnittstemperatur nur 4° C. Im Mrtvý luh münden der Volarský potok in die Warme Moldau und die Hučina in die Kalte Moldau. Westlich von Chlum vereinigen sich die Warme und Kalte Moldau schließlich zur Moldau.

## Fauna und Flora
Die weite Fläche des Moores wird überragt von sogenannten Baumskeletten, toten Bäumen, die teils 300 Jahre alt sind. Ihre Wurzeln wurden durch unterirdischen Torfbrand beschädigt, sodass sie abstarben. Von der Sonne gebleicht wirken sie wie knöcherne, bizarre Gebilde inmitten der kargen Moorlandschaft.
Im Moor heimisch sind unter anderem der Randring-Perlmuttfalter, Hochmoor-Perlmuttfalter und zahlreiche andere für die Entomologie interessante Arten, die eigentlich nur im Alpenraum oder der Tundra beheimatet sind. Die Kreuzotter und das Birkhuhn sind vor allem in den trockeneren Bereichen des Moors anzutreffen.
Ebenso finden sich im Naturschutzgebiet Bitterklee und Breitblättriges Knabenkraut, so wie auch der Rundblättrige Sonnentau. Die Ränder des Moors sind mit Moorbirken und Zwergkiefern bewachsen.

## Geschichte
Mrtvý luh steht seit 1948 unter Naturschutz und wurde 1969 zunächst ins Landschaftsschutzgebiet Šumava und später in den 1991 gegründeten Nationalpark (Zone I) eingegliedert.
Es ist nicht zugänglich, lediglich während der Wassersportsaison kann das Moor aber mit dem Boot auf der Moldau durchfahren werden.